# Gigantomachie
Die Gigantomachie oder Gigantenschlacht beschreibt den Kampf der griechischen Götter unter der Führung des Göttervaters Zeus mit den Giganten. Die Gigantomachie wird oft mit der Titanomachie verwechselt, diese beschreibt jedoch eine Schlacht zwischen zwei Göttergeschlechtern der Titanen, die im Gegensatz zu den Giganten unsterblich sind.
Der Kampf der Riesen gegen die Götter nutzt eine seit der Antike beliebte Metapher: Der Aufstand der chaotischen, ungebärdigen und ungesetzlichen Unordnung gegen Recht, Ordnung und Gesetz.
Die Gigantenschlacht ist Thema in mehreren Texten der Antike: Apollodor beschrieb in seinem Werk Peri Theon den Ablauf des Kampfes. Auch Homer (Odyssee), Hyginus (Poetica Astronomica), Pausanias und Nonnos schrieben über den Kampf.

## Ereignisse

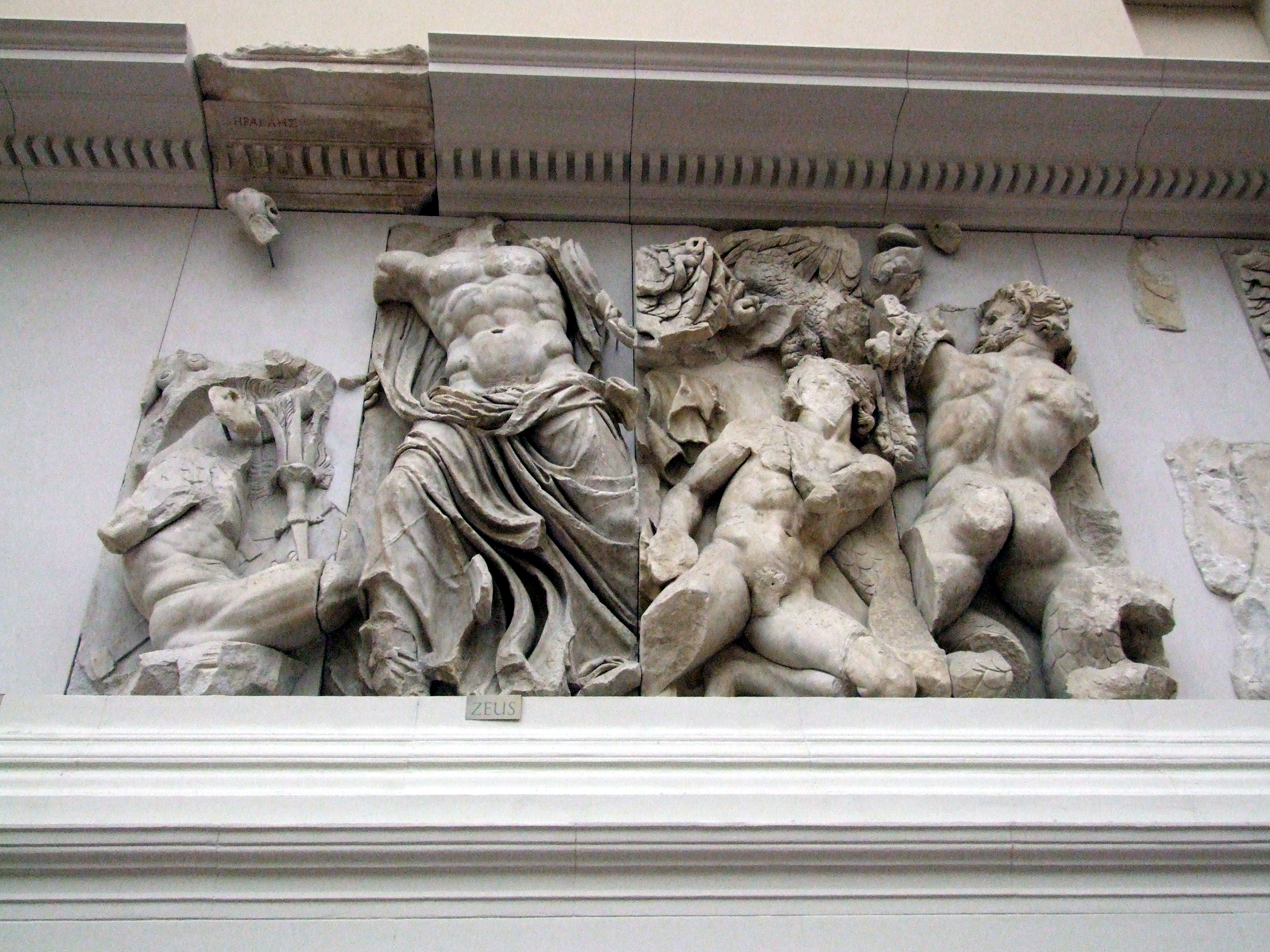
Pergamonaltar: Zeus bekämpft Porphyrion

### Hintergrund
Nachdem Zeus, Poseidon und Hades gemeinsam die Titanen besiegt hatten, zogen sie auf den Olymp und teilten die Herrschaft auf: Zeus herrschte über den Himmel, Poseidon über die See und Hades bekam die Unterwelt. Die besiegten Titanen verbannten sie in den Tartaros, Atlas und Kronos wurden gesondert bestraft. Gaia, die Mutter der Titanen, zeugt daraufhin mit Tartaros aus Wut über die Gefangennahme und Bestrafung ihrer Kinder die Giganten. Sie stachelt die Giganten auf, den Olymp zu stürmen und riesige Felsen und brennende Bäume in den Himmel zu schleudern. Nach Karl Kerényi unterstützte Gaia immer jene, die sich gegen den Himmel wendeten, und weil die neuen Götter, die Olympier, nun eben als Himmelssöhne herrschten, auch den Kampf gegen diese.

### Ablauf
Die Olympier erfuhren vom Orakel, dass die Giganten nicht von Göttern getötet werden können. Daraufhin warb Athena den Halbgott und Sohn von Zeus Herakles zur Unterstützung an. Er unterstützte die Olympier und kämpfte mit Pfeilen, deren Pfeilspitzen mit dem giftigen Blut der von ihm erschlagenen Hydra getränkt waren.

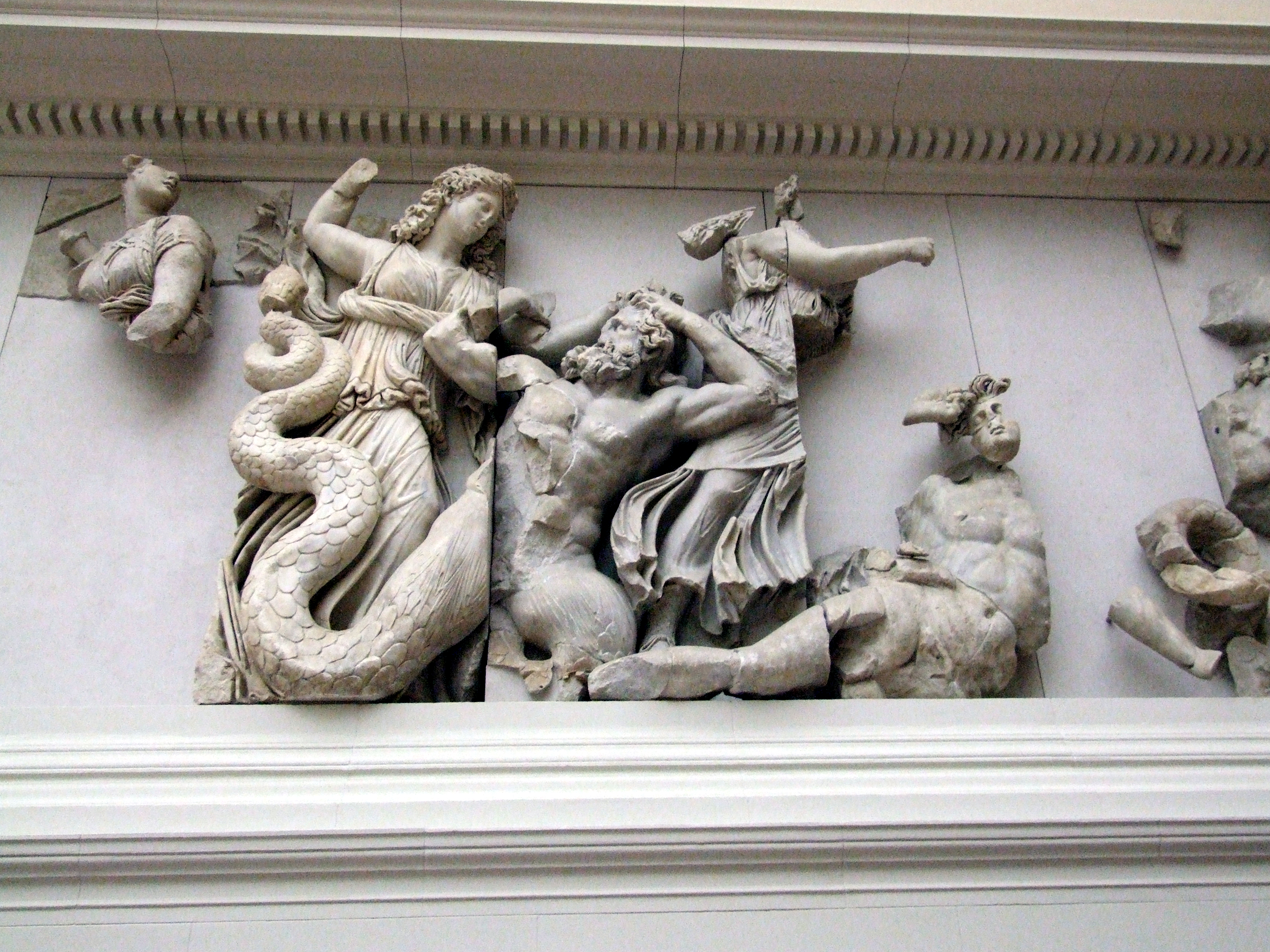
Pergamonaltar: Die drei Moiren erschlagen mit Bronzekeulen die Giganten Agrios und Thoas

Alkyoneus, einer der stärksten Giganten, wurde von einem Pfeil des Herakles getroffen und starb. Der zweitstärkste Gigant, Porphyrion, griff Hera und Herakles an, um die Göttin zu rauben, aber Zeus traf ihn mit einem Blitz und Herakles tötete ihn mit einem Pfeil. Ares stürmte auf seinem Streitwagen in die dichteste Menge der Giganten. Er durchbohrte den Giganten Peloros mit seiner Lanze. Doch erst als Herakles ihn mit einem Pfeil traf, sank er tot zu Boden. Apollon und Herakles trafen Ephialtes jeweils in ein Auge, wodurch dieser starb. Dionysos tötete Eurytos mit seinem Thyrsos, Hekate verbrannte Klytios mit ihren Fackeln, Hephaistos traf Mimas mit rotglühendem Eisen tödlich. Enkelados floh, aber Athena warf Sizilien über ihn, dann tötete sie Pallas (und verwendete hinkünftig seine Haut als Schild). Poseidon warf Nisyros, einen Teil der Dodekanes-Inselgruppe und Nachbarinsel von Kos, auf Polybotes. Hermes – unsichtbar durch die Kappe des Hades – tötete Hippolytos. Artemis erschoss Gration. Die Moiren töteten Agrios und Thoas mit ihren bronzenen Keulen. Der Rest der Giganten wurde durch Zeus’ Blitze und Herakles’ Pfeile getötet.
Erzürnt über die erneute Niederlage zeugte Gaia mit Tartaros den Typhoeos.

## Darstellung

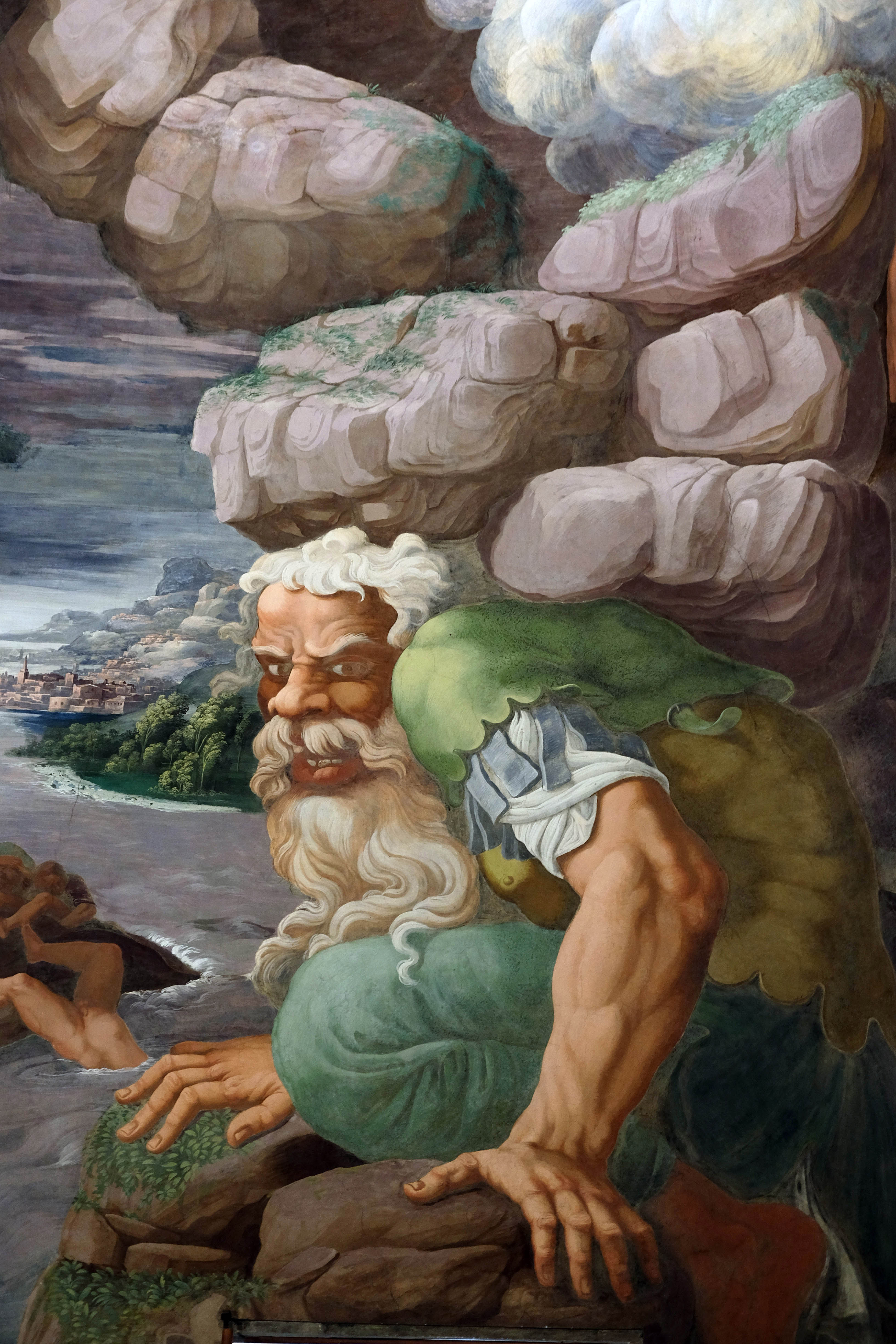
Sala dei Giganti, Palazzo del Te, Mantua

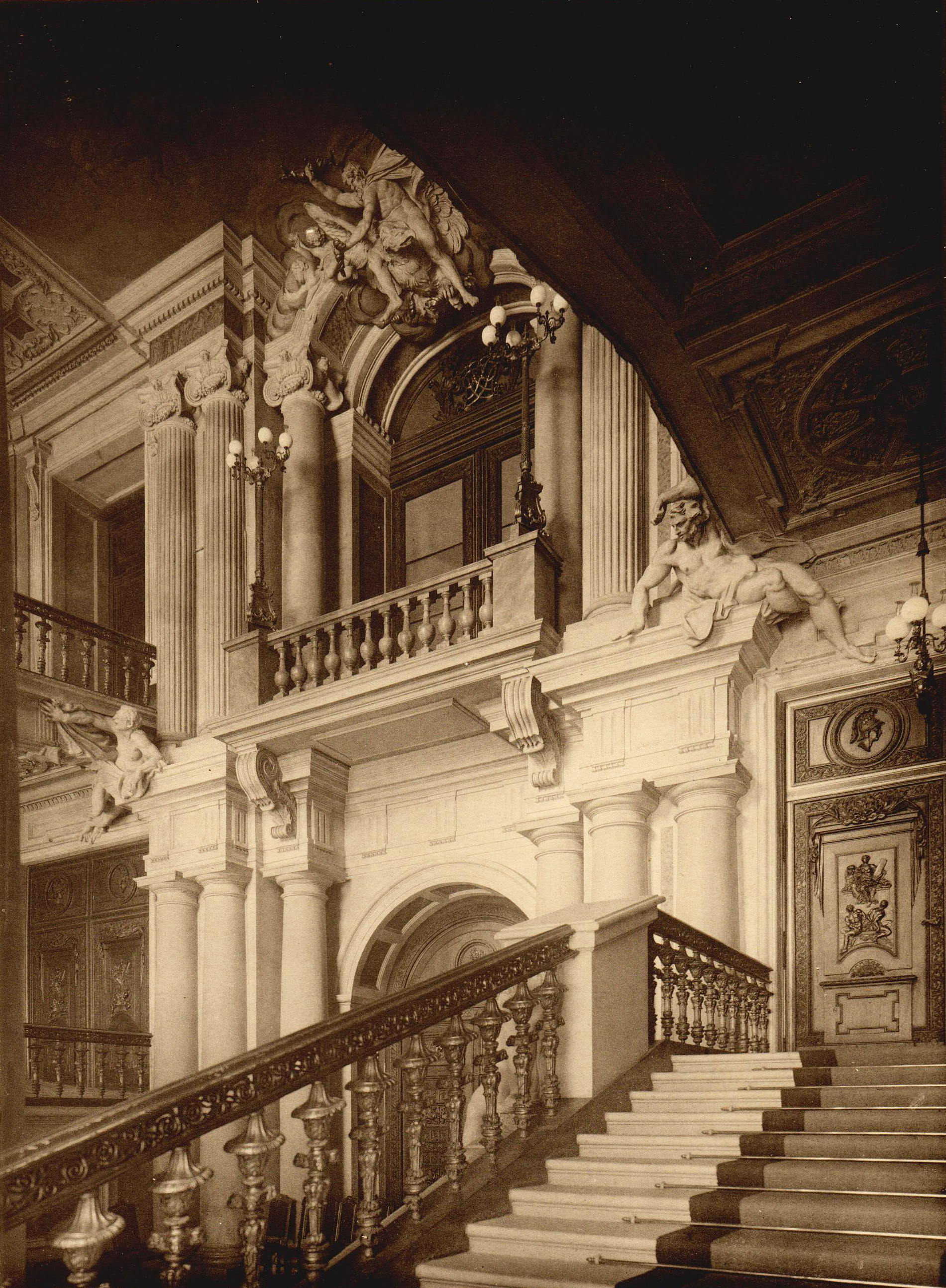
Kampf der Giganten gegen die griechischen Götter im Großen Treppenhaus des Berliner Schlosses

Die berühmteste Darstellung der Gigantomachie ist der Außenfries des Pergamonaltars in Berlin. Ein weiteres Werk befindet sich im Palazzo del Te in Mantua. Der von dem Maler Giulio Romano und seinen Gehilfen um 1534 als Sala dei Giganti (Saal Nr. 11, Eckraum) gestaltete Raum beeindruckt durch seine an Wand und Decke gemalten Fresken und seine teilweise überlebensgroßen Figuren der Riesen (siehe Bild).
Dargestellt wurde der Kampf der Götter gegen die Giganten auch in Form von plastischen Figuren und Deckenmalerei in der bedeutenden Gigantentreppe im Berliner Schloss, die nach Entwürfen von Andreas Schlüter ab 1699 entstanden ist. Der Sieg von Zeus und Athena über die Giganten repräsentierte den Triumph der kosmischen Ordnung über das Chaos.

## Metaphorische Verwendung
Berühmt ist die Stelle im platonischen Dialog Sophistes, wo Platon den eleatischen Fremden die Auseinandersetzung zwischen den Anhängern und Gegnern der Ideenlehre (Platoniker gegen epikureische Atomisten) als „Gigantenschlacht um das Sein“ (γιγαντομαχία περὶ τῆς οὐσίας) beschreiben lässt (Sophistes 246a). Martin Heidegger verwendet den Begriff in Sein und Zeit, um die Notwendigkeit einer Wiederholung der Frage nach dem Sein in der Philosophie zu verdeutlichen.
Ebenso dient der Terminus Gigantenschlacht nach den Perserkriegen der Versinnbildlichung der griechisch-persischen Auseinandersetzungen, wobei die Griechen die Rolle der olympischen Götter einnehmen und die Perser die Rolle der Giganten.